# Borneo Samarinda
Maillots
Le Borneo Samarinda est un club de football indonésien basé à Samarinda dans la province de Kalimantan oriental. 

## Historique

### Repères historiques
- 2014 : fondation du club sous le nom de Pusamania Borneo
- 2017 : le club est renommé Borneo FC
- 2022 : le club est renommé Borneo Samarinda

### Histoire
Le Pusamania Borneo FC est formé par des anciens supporters du Putra Samarinda qui n'étaient pas satisfaits du manque de réussite de l'équipe. Le 7 mars 2014, le PT Nahusam Pratama Indonesia a acheté la licence du Perseba Bangkalan. Il intègre la Liga Indonesia Premier Division (deuxieme division) pour la saison 2014.
Après avoir battu le PSGC Ciamis durant une séance des tirs au but lors de la demi-finale de la Premier Division, le club est promu en Super League. Le 27 novembre 2014, le club remporte son premier titre en devenant champion de Premier Division en 2014 après avoir battu le Persiwa Wamena lors d'une victoire 2-1 en finale.

## Palmarès
- Championnat d'Indonésie de D2 (1)
  - Champion : 2014

## Personnalités du club

### Entraîneurs
Le tableau suivant présente la liste des entraîneurs du club depuis 2014.
| Rang | Nom                    | Période     |
| ---- | ---------------------- | ----------- |
| 1    | Nus Yadera             | 2014        |
| 2    | Iwan Setiawan          | 2014        |
| 3    | Iurie Arcan            | 2014-2015   |
| 4    | Iwan Setiawan          | 2015        |
| 5    | Dragan Đukanović       | 2016-2017   |
| 6    | Ricky Nelson (intérim) | 2017        |
| 7    | Iwan Setiawan          | depuis 2017 |

### Joueurs emblématiques
Au cours de l'année 2018, le Borneo FC recrute notamment l'ancien arrière latéral du Real Madrid, Julien Faubert. La même année, le club enregistre également l'arrivée de Matías Conti, attaquant formé en Argentine au Vélez Sarsfield et notamment passé par le Pahang FA, pour lequel il avait inscrit 40 buts en 92 matchs de championnat malaisien.

## Soutien et image

### Groupes de supporters
Le principal groupe de supporter du Borneo FC est le Pusamania (PUtra SAmarinda MANIA), fondé en 2014.

### Rivalités
Le Borneo FC partage une rivalité contre le groupe de supporter du PS Barito Putera, le Barito Mania, se nomme le Derby Papadaan.